# فیلم یک میلیارد دلاری تیم و اریک
فیلم یک میلیارد دلاری تیم و اریک (انگلیسی: Tim and Eric's Billion Dollar Movie) یک فیلم در ژانر کمدی است که در سال ۲۰۱۲ منتشر شد.

## بازیگران
- زک گالیفیناکیس
- ویل فرل
- جف گلدبلوم
- جان سی ریلی
- اریکا دورنس
- ویل فورته
- رابرت لوجا
- کستاس مندیلر
- ویلیام آترتون